# Sianaka bülbül
A sianaka bülbül (Xanthomixis tenebrosa) a madarak osztályának verébalakúak (Passeriformes) rendjébe és a madagaszkári poszátafélék (Bernieridae) családja tartozó faj.
Magyar neve forrással, nincs megerősítve.

## Rendszerezése
A fajt Erwin Stresemann német ornitológus írta le 1925-ben, a Bernieria nembe Bernieria tenebrosa néven. Sorolják a Phyllastrephus nembe Phyllastrephus tenebrosus néven és a Crossleyia nembe Crossleyia tenebrosa néven is.
Magyar nevét egy Sihanaka nevű madagaszkári etnikai csoportról kapta, amely az Alaotra-tó és a Madagaszkár északkeleti részén, Ambatondrazaka városára koncentrálódik.

## Előfordulása
Madagaszkár területén honos. Természetes élőhelyei a szubtrópusi vagy trópusi síkvidéki esőerdők. Állandó, nem vonuló faj.

## Megjelenése
Testhossza 15 centiméter.

## Természetvédelmi helyzete
Az elterjedési területe kicsi, széttagolt és az emberi tevékenység miatt csökken, egyedszáma 1500-7000 példány közötti és csökken. A Természetvédelmi Világszövetség Vörös listáján sebezhető fajként szerepel.